# Šerm na Letních olympijských hrách 1992
Šerm na Letních olympijských hrách 1992.

## Medailisté

### Muži
| Kategorie            | Zlato | Stříbro                                                                                             | Bronz |
| -------------------- | --- | --------------------------------------------------------------------------------------------------- | --- |
| Fleret - jednotlivci | Philippe Omnès · Francie (FRA)                                                                                     | Serhij Holubyckyj · Sjednocený tým (EUN)                                                            | Elvis Gregory · Kuba (CUB)                                                                                              |
| Kord - jednotlivci   | Éric Srecki · Francie (FRA)                                                                                        | Pavel Kolobkov · Sjednocený tým (EUN)                                                               | Jean-Michel Henry · Francie (FRA)                                                                                       |
| Šavle - jednotlivci  | Bence Szabó · Maďarsko (HUN)                                                                                       | Marco Marin · Itálie (ITA)                                                                          | Jean-François Lamour · Francie (FRA)                                                                                    |
| Fleret - družstvo    | Německo (GER) · Udo Wagner · Ulrich Schreck · Thorsten Weidner · Alexander Koch · Ingo Weißenborn                  | Kuba (CUB) · Elvis Gregory · Guillermo Betancourt · Oscar García · Tulio Díaz · Hermenegildo García | Polsko (POL) · Marian Sypniewski · Piotr Kiełpikowski · Adam Krzesiński · Cezary Siess · Ryszard Sobczak                |
| Kord - družstvo      | Německo (GER) · Elmar Borrmann · Robert Felisiak · Arnd Schmitt · Uwe Proske · Wladimir Reznitschenko              | Maďarsko (HUN) · Iván Kovács · Krisztián Kulcsár · Ferenc Hegedűs · Ernő Kolczonay · Gábor Totola   | Sjednocený tým (EUN) · Pavel Kolobkov · Andrej Šuvalov · Serhij Kravčuk · Sergej Kostarev · Valerij Zacharovič          |
| Šavle - družstvo     | Sjednocený tým (EUN) · Grigorij Kirijenko · Alexandr Širšov · George Pogosov · Vadym Gutcajt · Stanislav Pozdňakov | Maďarsko (HUN) · Bence Szabó · Csaba Köves · György Nébald · Péter Abay · Imre Bujdosó              | Francie (FRA) · Jean-François Lamour · Jean-Philippe Daurelle · Franck Ducheix · Hervé Grainger-Veyron · Pierre Guichot |

### Ženy
| Kategorie            | Zlato | Stříbro | Bronz |
| -------------------- | --- | --- | --- |
| Fleret - jednotlivci | Giovanna Trilliniová · Itálie (ITA)                                                                                           | Wang Chuej-feng · Čína (CHN)                                                                                | Taťjana Sadovská · Sjednocený tým (EUN)                                                                          |
| Fleret - družstvo    | Itálie (ITA) · Diana Bianchediová · Francesca Bortolozziová · Giovanna Trilliniová · Dorina Vaccaroniová · Margherita Zalaffi | Německo (GER) · Sabine Bauová · Zita Funkenhauserová · Annette Dobmeier · Anja Fichtelová · Monika Weberová | Rumunsko (ROU) · Réka Szabóová · Claudia Grigorescuová · Elisabeta Tufanová · Laura Badeaová · Roxana Dumitrescu |

### Přehled medailí
| Pořadí | Země                 | Zlato | Stříbro | Bronz | Celkově |
| ------ | -------------------- | ----- | ------- | ----- | ------- |
| 1      | Německo (GER)        | 2     | 1       | 0     | 3       |
| 1      | Itálie (ITA)         | 2     | 1       | 0     | 3       |
| 3      | Francie (FRA)        | 2     | 0       | 3     | 5       |
| 4      | Sjednocený tým (EUN) | 1     | 2       | 2     | 5       |
| 5      | Maďarsko (HUN)       | 1     | 2       | 0     | 3       |
| 6      | Kuba (CUB)           | 0     | 1       | 1     | 2       |
| 7      | Čína (CHN)           | 0     | 1       | 0     | 1       |
| 8      | Polsko (POL)         | 0     | 0       | 1     | 1       |
| 8      | Rumunsko (ROM)       | 0     | 0       | 1     | 1       |